# Koldo Royo
Koldo Royo (Sant Sebastià, 12 de setembre de 1958) és un cuiner guipuscoà. Va tenir el seu primer contacte amb l’hostaleria a casa, ja que la seva família tenia un bar a Sant Sebastià. Va començar la seva formació al restaurant Juan Mari Arzak i, després de treballar al restaurant Nicolasa de Sant Sebastià i aprendre a Mèxic, va començar a treballar a Madrid amb Luis Irizar.
L'any 1984 es va fer càrrec del restaurant Porto Pi de Palma de Mallorca, que va rebre immediatament l’aprovació de crítics i clients, ja que va aconseguir una Estrella Michelin per al restaurant en un sol any. Des de llavors, treballa a les Illes Balears, obrint l'any 1989 el restaurant Koldo Royo. També ha treballat a la televisió i la ràdio.
Koldo Royo va ser pioner en portar la cuina a Internet el 1998 a través del seu lloc web A fuego lento.
Des de l'any 2013 es dedica a fer menjar ràpid en food trucks".